# Perfect Day: The Best of Lou Reed
Perfect Day: The Best of Lou Reed è una doppia raccolta del cantautore statunitense Lou Reed, pubblicata nel 2009.

## Tracce

### Disco 1
1. Perfect Day
2. Walk On The Wild Side
3. Satellite of love
4. Vicious
5. Berlin
6. Men Of Good Fortune
7. Rock And Roll Heart
8. The Gun
9. I Love Yoy, Suzanne
10. Caroline Says II
11. Sally Can't Dance
12. My Friend George
13. I Want To Boogie With You
14. Ocean
15. The Last Shot
16. Lisa Says
17. I Wanna Be Black
18. Coney Island Baby

### Disco 2
1. How Do You Speak To An Angel
2. Think It Over
3. Growing Up In Public
4. Downtown Dirt
5. Real Good Time Together
6. A gift
7. Kill Your Songs
8. Temporary Thing
9. Wild Child
10. White Light/White Heat
11. Legendary Hearts
12. How Do You Thing It Feels
13. Vicious Circle
14. Leave Me Alone
15. Lady Day
16. Sad Song
17. Make Up
18. High In The City